# Egon Schiele

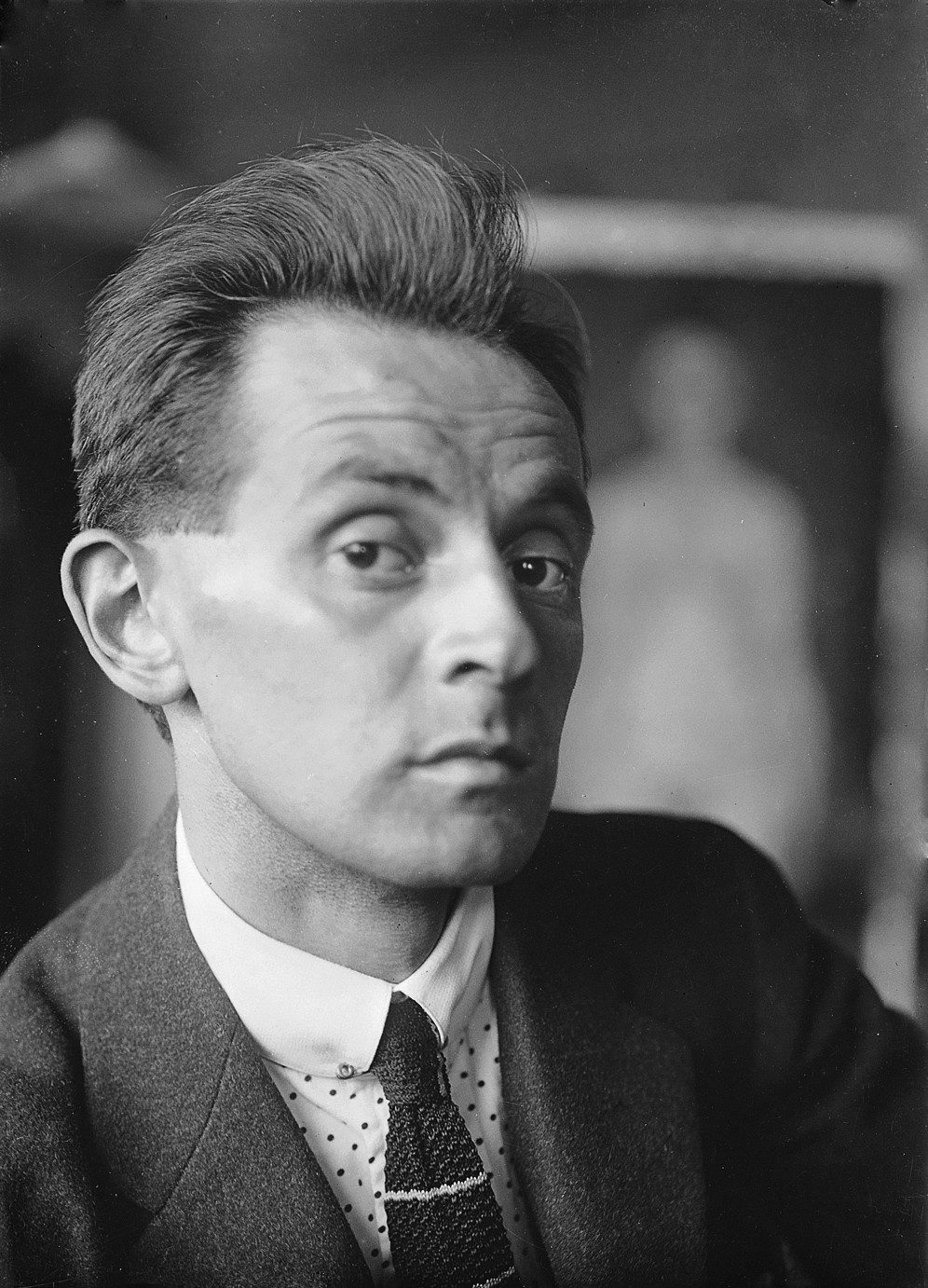
Portret van Egon Schiele, 1918

Egon Schiele (Tulln, 12 juni 1890 – Wenen, 31 oktober 1918) was een Oostenrijks expressionistisch kunstschilder.

## Levensloop
Schieles vader was hoofd van de spoorwegen in Tulln. Ook zijn grootvader werkte bij het spoor, evenals de latere voogd van Schiele, die er ingenieur was. Schiele maakte voor zijn plezier treinreizen en tekeningen van treinen en speelde op zijn 23ste jaar nog met een speelgoedtrein, waarbij hij alle geluiden die daarbij horen nadeed. Zijn vader, gek geworden door syfilis, overleed toen Schiele pas 15 jaar was. Ook een zusje was jong gestorven en in het gezin werden bovendien twee kinderen levenloos geboren. De relatie tussen Schiele en zijn moeder was bijzonder moeizaam en schijnbaar liefdeloos. Met zijn zuster Gerti had Schiele een incestueus contact.
Een loopbaan bij de spoorwegen had voor de hand gelegen, maar Schiele ging tegen de oorspronkelijke wens van zijn moeder en zijn voogd naar de kunstacademie in Wenen, waar hij overigens matige resultaten behaalde. Eerder werd Schiele beïnvloed door Gustav Klimt en diens Sezession-beweging.
In 1909 leerde Schiele de kunstcriticus Arthur Roessler kennen, die zeer positief stond tegenover zijn werk en later ook een biografie schreef over Schiele.

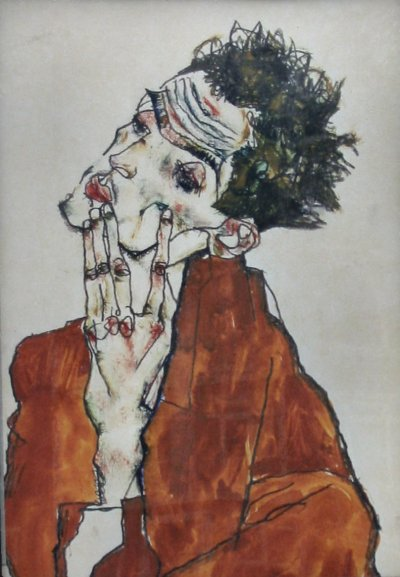
Zelfportret

Tussen 1911 en 1915 had Schiele een relatie met Wally Neuzil. Omdat zij ongehuwd samenwoonden, werden zij in 1911 verjaagd uit hun woonplaats in het Boheemse Krumau, waar Schieles moeder vandaan kwam. Ze verhuisden naar Neulengbach, een voorstad van Wenen. Ook daar ontstond een schandaal, omdat Schiele zeer jonge meisjes als model naakt liet poseren. De tekeningen van masturberende jonge meisjes kwamen in de openbaarheid.
In april 1912 werd hij gearresteerd voor het verleiden van een meisje van 13, wat onder de leeftijd was waarop mensen juridisch seks mochten hebben. Hierdoor kwam Schiele enige tijd (drie weken in voorhechtenis) in de gevangenis terecht; de uiteindelijk uitgesproken straf bedroeg drie dagen. In 1915 beëindigde Schiele de relatie met Wally om in hetzelfde jaar te trouwen met Edith Harms. Kort daarna moest Schiele in militaire dienst, het waren immers de jaren van de Eerste Wereldoorlog. Hij kreeg echter een kantoorbaan en kon daarom contact houden met Edith. Maar vanwege deze baan had hij minder tijd beschikbaar om te schilderen.
Op 28 oktober 1918 overleed Edith aan de Spaanse griep, zij was toen zes maanden zwanger. Drie dagen later overleed Schiele aan dezelfde ziekte, pas 28 jaar oud.

De Dood en het meisje (1915), Belvedere, Wenen

## Werk
De werken van Egon Schiele zijn expressionistisch en behoren tot de schilderstijl van de Weense Sezession.
De tekeningen en schilderijen van Schiele zijn voornamelijk afbeeldingen van mensen. In beperkte mate heeft Schiele stadsgezichten en landschappen geschilderd. Door het sterke gebruik van lijnen kan Schiele eerder als een tekenaar dan als een schilder gezien worden. Kleur in de schilderijen wordt pas achteraf aangebracht, als de tekening af is. Het kleurgebruik versterkt echter wel de vervreemdende werking in hoge mate. De schilderijen van Schiele doen denken aan die van Kokoschka, maar hebben ook een kubistisch karakter.
Hoewel Schiele sterk beïnvloed is door het werk van Gustav Klimt, zijn de lijnen die hij gebruikt toch geheel anders van aard. Terwijl Klimt vooral ronde, zachte vormen afbeeldt, waarmee hij de menselijke vorm idealiseert, gebruikt Schiele krachtige, hoekige lijnen. De afgebeelde lichamen worden hierdoor als vreemd en vaak beangstigend ervaren door de toeschouwer. Vrouwen zowel als mannen worden meedogenloos in hun naaktheid weergegeven, in ongebruikelijke, verwrongen poses. Toch kreeg het werk van Schiele in zijn tijd ook veel bijval.

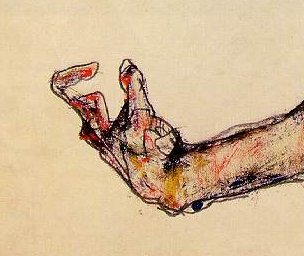
Detail van de hand van Der Kämpfer, 1913

Het zelfportret speelt in het werk van Schiele een centrale rol. Hij beeldt zichzelf af tegen een lege achtergrond. Door de hoekige vormen van het lichaam, de onrealistische kleuren en de vaak panische blik in de ogen doen deze portretten zeer vervreemdend aan. De zelfportretten, waarin Schiele zichzelf meedogenloos laat zien, kunnen nog wel eens als schokkend worden ervaren, vanwege het expliciet seksuele, narcistische en exhibitionistische karakter.
Gezien zijn jeugd is het niet verbazingwekkend dat in het werk van Schiele de dood een grote rol gespeeld heeft. Zo zijn er schilderijen getiteld De dode moeder, De dood en het meisje. Het laatste schilderij laat de omarming zien van de dood, die eruitziet als Schiele zelf en zijn ex-vriendin Wally.
Egon Schiele heeft ook landschappen geschilderd, zoals de Versinkende Sonne (zinkende zon), uit 1913.
Na het huwelijk met Edith lijken de lijnen in Schieles schilderijen wat ronder en zachter te worden. Zijn leven met Edith was meer burgerlijk en geregeld van aard, dan het leven met Wally geweest is.

## Schilderijen (selectie)
- Hafen von Triëst, 1907
- Portret van Gerti Schiele, 1909, 55 × 55 cm[1]
- Rabenlandschaft (landschap met kraaien), 1911, olieverf op doek, 95,8 × 89 cm, Leopold Museum in Wenen
- Die Eremiten (Heremieten), 1912, 181 × 181, Leopold Museum in Wenen
- Versinkende Sonne (zinkende zon), 1913, olieverf op doek, 90 × 90,5 cm, Leopold Museum in Wenen
- Die Blinde Mutter (blinde moeder), 1914, olieverf op doek, 99 × 120 cm, Leopold Museum in Wenen[2]
- Portret van Edith, 1915, olieverf op doek, 180 × 110 cm, Kunstmuseum Den Haag[3]
- Die Umarmung (Liebespaar II), 1917, Österreichische Galerie Belvedere in Wenen
- Portret van Paris von Gütersloh, 1918[4]

## Musea
Zijn werk is o.a. te zien in:
- Egon Schiele Museum in Tulln, in Oostenrijk
- Egon Schiele Museum in Český Krumlov in Tsjechië[5]
- Kunstmuseum Den Haag
- Leopold Museum in Wenen
- Museum of Modern Art en Guggenheim Museum in New York[6]
- Österreichische Galerie Belvedere in Wenen

## Tentoonstellingen (selectie)
- Lyrische Lijnen. Klimt, Kokoschka en Schiele van 29 juni tot en met 22 oktober 2013 in het Drents Museum in Assen[7]
- Egon Schiele van 25 maart t/m 19 juni 2005 in het Van Gogh Museum in Amsterdam[8]
- Klimt Schiele Klee – Wotruba en de avant-garde van 3 april t/m 4 juli 2004 in het Gemeentemuseum Den Haag[9]
- 2018 Leopold Museum Wenen. Grote verzameling bijeengebracht in de kelder van het museum.

## Galerij

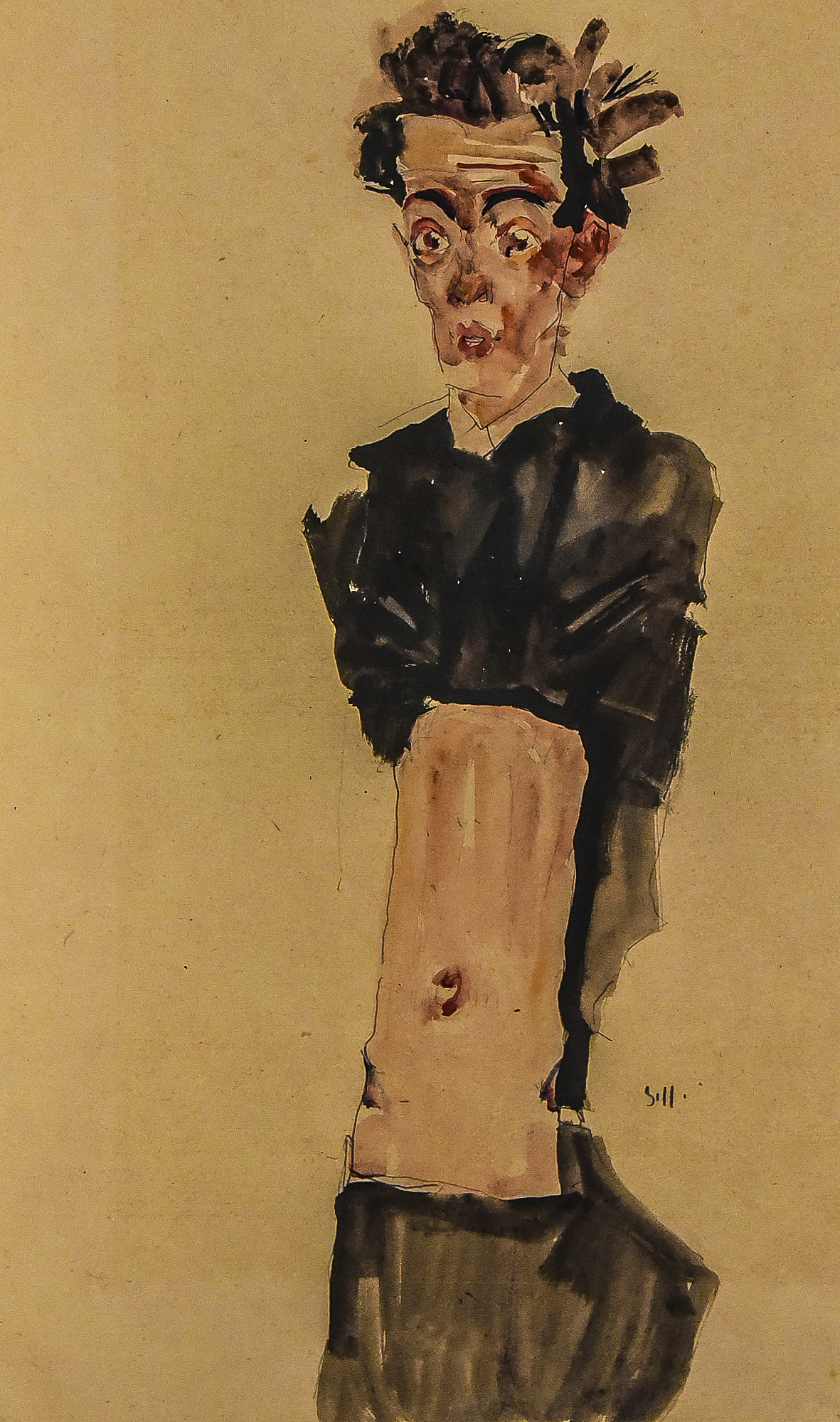
Zelfportret met blote navel, 1911, Albertina, Wenen
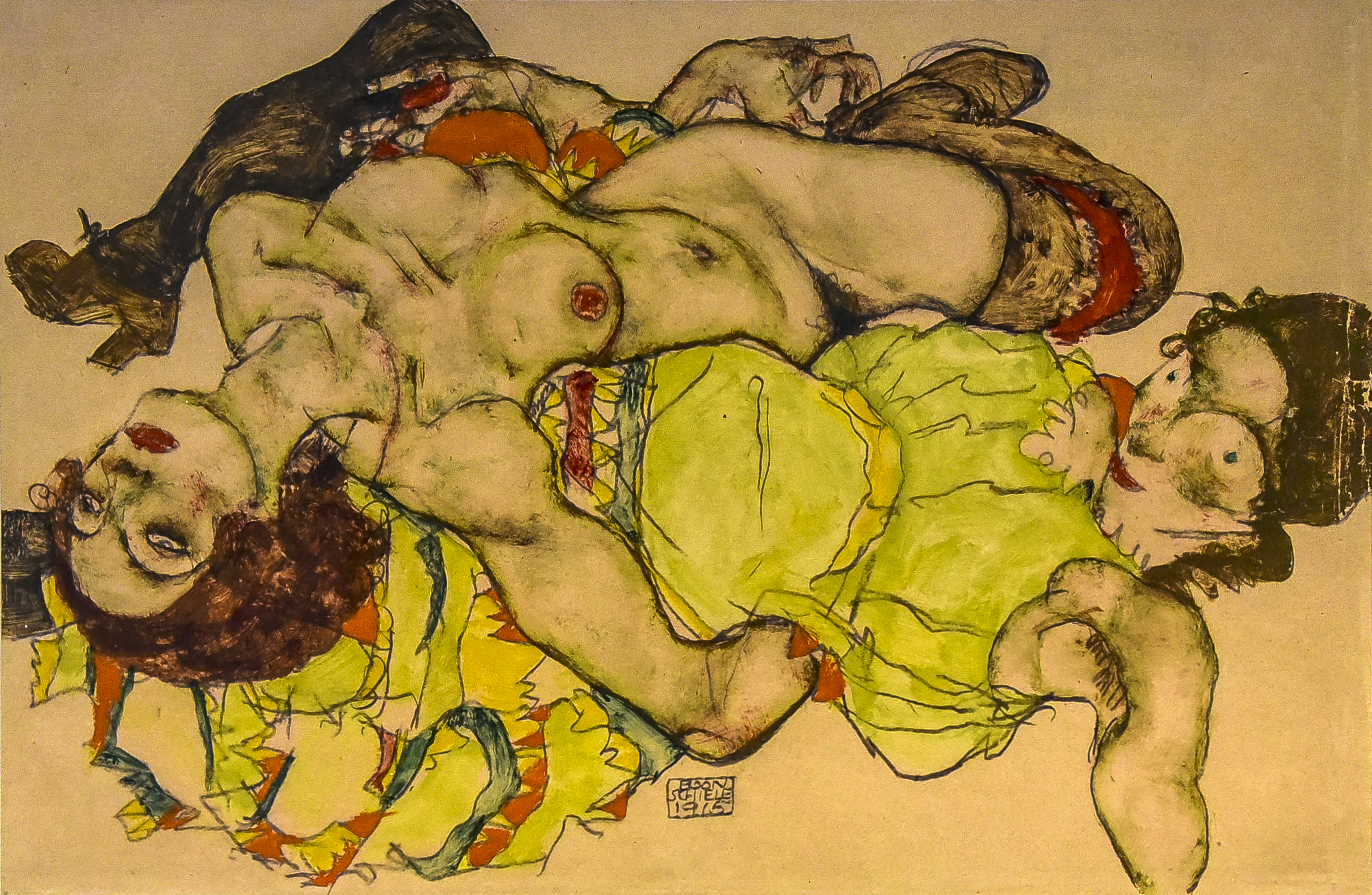
Vrouwelijk liefdespaar, 1915, Albertina, Wenen
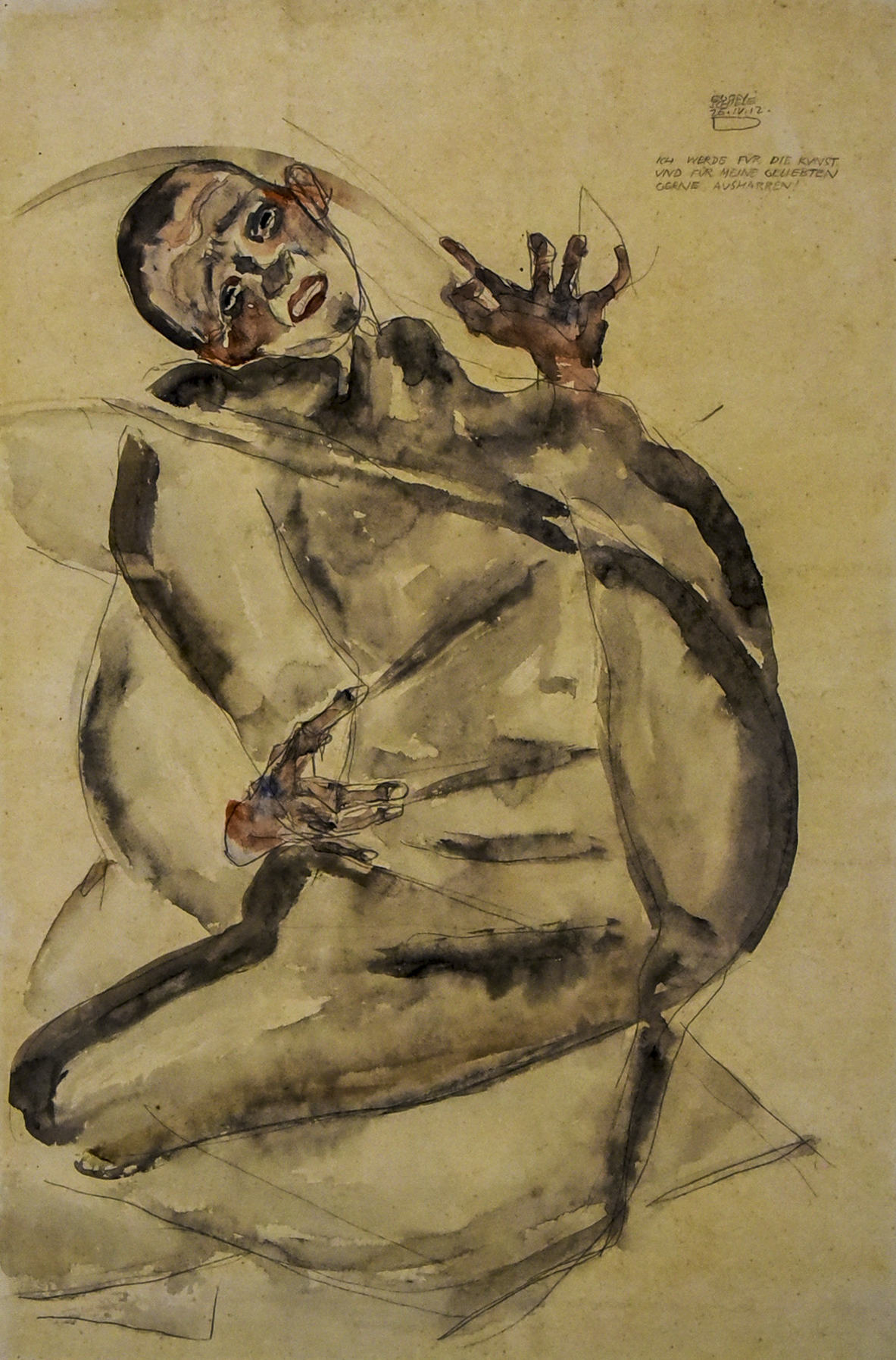
Ich werde für die Kunst und meine Geliebten gerne ausharren, Albertina, Wenen